# Кролевецький повіт (Новгород-Сіверське намісництво)
Кролевецький повіт — історична адміністративно-територіальна одиниця у складі Новгород-Сіверського намісництва. Повітове місто — Кролевець.
Повіт утворено в 1781 році з населених пунктів Батуринської, Воронізької, Глухівської, Конотопської, Коропської, Кролевецької та Ямпільської сотень Ніжинського полку, а також Понорницької сотні Чернігівського полку та Новгород-Сіверської і Шептаківської сотень Стародубського полку. Відповідно до задуму авторів реформи, межі повіту збігалися з межами відповідної церковно-адміністративної одиниці — Кролевецької протопопії.
В 1781 році, під час планування реформи, для рівномірного розподілу населення Новгород-Сіверського намісництва між повітами використовувалися відомості про кількість населення з ревізії 1764 року. Згідно з даними цієї ревізії на території, яка відійшла до складу Кролевецького повіту, мешкало 27760 осіб чоловічої статі.
В 1788 році населення повіту становило 56180 осіб обох статей, а в 1792 році — 47885.
В 1796 році повіт ліквідували, його територію розподілили між повітами новоутвореної Малоросійської губернії, а м. Кролевець отримало статус посаду.